# Schwabsoien
Schwabsoien település Németországban, azon belül Bajorországban. Lakosainak száma 1453 fő (2023. december 31.).

## Népesség
A település népessége az elmúlt években az alábbi módon változott:
| Lakosok száma | 471  | 836  | 759  | 1072 | 1305 | 1310 | 1344 | 1372 | 1422 | 1453 |
|               | 1875 | 1950 | 1975 | 1987 | 2012 | 2014 | 2016 | 2017 | 2021 | 2023 |